# Двох з половиною вимірний опис об'єкта

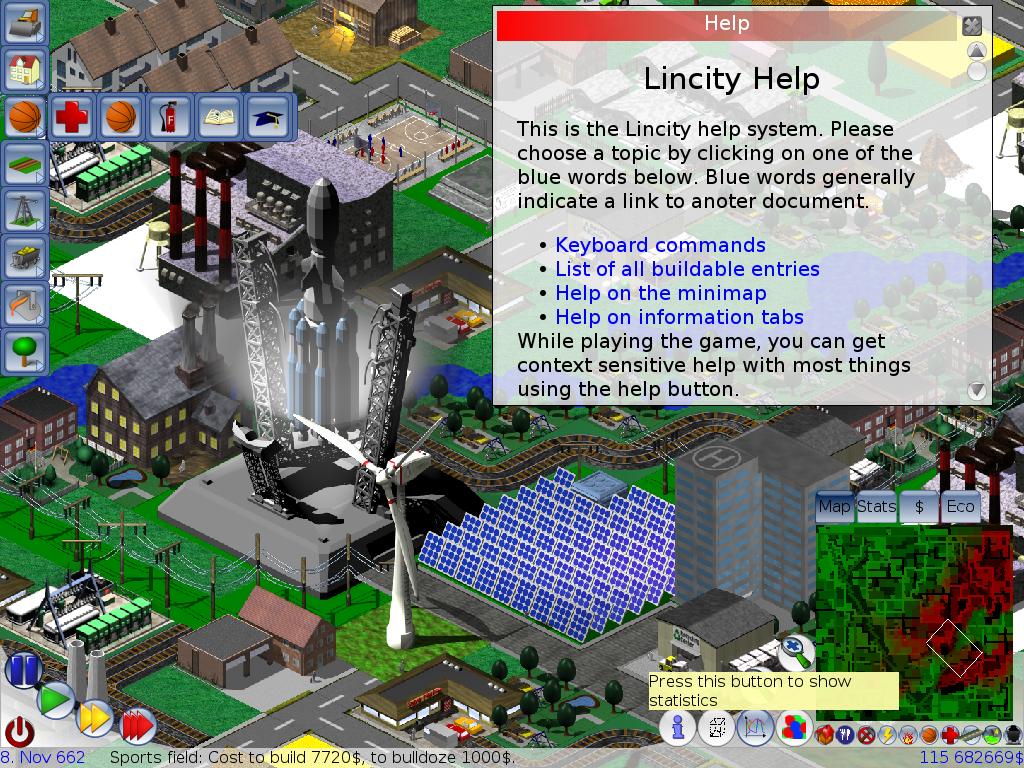
Приклад застосування 2.5D-вигляду в відеогрі SimCity

Двох з полов́иною в́имірний óпис об'́єкта (англ. 2.5 D) — представлення об'єкта, в якому третій вимір однозначно визначається двома першими (зазвичай горизонтальними) просторовими вимірами, {\displaystyle Z=Z(X,Y)}. Таким чином, Z є функцією від X та Y. Кожна точка може мати тільки одне значення Z, таким чином третій вимір часто використовується для представлення атрибутивного значення, а не просторової координати. Прикладом представлення таких вимірів є цифрові моделі рельєфу.

## Приклади застосування 2.5D-графіки
В ігровій індустрії (псевдо тривимірні ігри):
- 1986 — Might and Magic Book One: The Secret of the Inner Sanctum
- 1989 — Might and Magic II: Gates to Another World
- 1990 — Snake Rattle ’n’ Roll
- 1991 — Might and Magic III: Isles of Terra
- 1992 — Might and Magic IV: Clouds of Xeen
- 1992 — Wolfenstein 3D
- 1993 — Doom
- 1993 — Might and Magic V: Darkside of Xeen
- 1993 — Might and Magic V: World of Xeen
- 1994 — Doom 2
- 1994 — Heretic
- 1994 — Rise of the Triad
- 1994 — Super 3D Noah's Ark
- 1995 — Hexen
- 1995 — Spot Goes to Hollywood
- 1995 — Skeleton Krew
- 1995 — Swords of Xeen
- 1995 — Thor's Hammer Trilogy
- 1996 — Duke Nukem 3D
- 1996 — Sonic 3D
- 1997 — Blood
- 1997 — Fallout
- 1998 — Fallout 2
- 2001 — Stronghold
- 2002 — Heroes of Might and Magic IV
- 2003 — The Sims
- 2013 — Knock-knock